# Caloptilia speciosella
Caloptilia speciosella là một loài bướm đêm thuộc họ Gracillariidae. Nó được tìm thấy ở Hoa Kỳ (Ohio và Kentucky).
Ấu trùng ăn Acer rubrum. Chúng ăn lá nơi chúng làm tổ.